# Paris, je t'aime
Paris, je t'aime (lit. ‘París, t'estimo’) és una coproducció europea de 2006, doblada al català. La pel·lícula, que tracta de l'amor efímer, consta de 18 curtmetratges, cadascun sobre un districte diferent de París (en un principi havien de ser 20 curts, per 20 arrondissements). Va ser presentada a la categoria Un Certain Regard del Festival Internacional de Cinema de Canes d'aquell any.

## Argument
Montmartre
Un home (Bruno Podalydès) aparca el seu cotxe en un carrer de Montmartre i medita sobre el fet que totes les dones que passen prop del seu cotxe semblen estar ja "agafades". Llavors una vianant (Florence Muller) es desmaia prop del seu automòbil i ell surt a ajudar-la.
Quais de Seine
Un noi (Cyril Descours), que es troba amb un parell d'amics que es burlen de totes les noies que veuen passar, comença a intercanviar mirades amb una bonica noia musulmana (Leïla Bekhti). Dissimula davant els seus col·legues, però inicia una amistat amb la noia.
Le Marais
Un client (Gaspard Ulliel) entra a la impremta d'arts gràfiques de Marianne (Marianne Faithfull), i de seguida se sent atret pel treballador del taller (Elias McConnell). Intenta mantenir-hi una conversa i explicar-li que creu que són ànimes bessones, però no s'adona que aquest quasi no parla francès i que no l'entén.
Tuileries
Un turista estatunidenc (Steve Buscemi) s'espera a l'estació que vingui el metro, i observa una parella (Julie Bataille i Axel Kiener) que hi ha a l'altra banda de la via i que s'està barallant. Es veu implicat en el conflicte en el moment en què trenca la norma de no establir contacte visual al metro de París.
Loin du 16e
Una immigrant llatinoamericana (Catalina Sandino Moreno) canta una cançó de bressol al seu bebè abans de deixar-la en una llar d'infants ("Qué linda manita") i marxar a treballar. Després d'un llarg viatge en metro en què ha de fer transbordaments entre estacions, arriba a una altra casa, on canta la mateixa cançó a la filla de la dona per a qui treballa.
Porte de Choisy
Un venedor de productes de bellesa femenins (Barbet Schroeder) entra en una perruqueria de Chinatown disposat a fer negoci; però el saló de bellesa és regentat per una dona (Li Xin) que demostra ser una clienta difícil.
Bastille
Sergio (Sergio Castellitto) és un home que ha decidit deixar el seu matrimoni i marxar amb la seva jove amant, Marie Christine (Leonor Watling). Però quan s'assabenta que la seva dona (Miranda Richardson) pateix una malaltia terminal decideix no abandonar-la, i llavors redescobreix l'amor que un dia va sentir per ella.
Place des Victoires
Una mare (Juliette Binoche), afligida per la mort del seu fill petit, es veu reconfortada per un misteriós màgic (Willem Dafoe).
Tour Eiffel
Un nen explica la història de com el seu pare (Paul Putner) i la seva mare (Yolande Moreau), tots dos mims, es van conèixer a la presó i es van enamorar.
Parc Monceau
Un home madur (Nick Nolte) i una dona més jove (Ludivine Sagnier) es troben al carrer en resposta a una cita acordada; però a una tercera persona (a qui es refereixen com Gaspard), proper a la dona, sembla no fer-li gràcia. A mesura que avança la conversa mentre van passejant es revela el fet que la noia és en realitat la filla de l'home, i que Gaspard és el fill d'ella.
Aquest curtmetratge és un pla seqüència: va ser rodat en una sola presa, d'uns cinc minuts de durada i sense talls, i no hi ha primers plans. Quan els personatges passen pel costat d'una videoteca es poden veure a l'aparador diversos cartells de pel·lícules dels altres directors de Paris, je t'aime.
Quartier des Enfants-Rouges
Una actriu estatunidenca (Maggie Gyllenhaal) que està de rodatge d'una pel·lícula d'època tota la nit, intenta comprar haixix de molt bona qualitat a un camell pel que se sent atreta (Lionel Dray); però abans ha d'aconseguir els diners.
Place des Fêtes
Un home nigerià (Seydou Boro), que s'està morint d'una punyalada que ha rebut, demana a l'assistenta mèdica de l'ambulància (Aïssa Maïga) si li pot dur un cafè. Amb un flashback veiem llavors que ell se n'havia enamorat feia temps, però quan ella el recorda i arriba amb el cafè ja és mort.
Pigalle
Una parella madura es troba en un bar d'intercanvi i representa el rol de client (Bob Hoskins) i prostituta (Fanny Ardant) per tal de mantenir viva l'espurna a la seva relació.
Quartier de la Madeleine
Un jove turista (Elijah Wood), que volta per la ciutat de nit amb la seva motxilla, es troba amb el cadàver d'un home que resulta ser la víctima d'una vampiressa (Olga Kurylenko), que se n'està alimentant. Malgrat que al principi s'espanta i fuig, quan ella el troba se n'enamora i es provoca una ferida per atraure-la amb la seva sang; però cau per unes escales i rep un impacte al cap potencialment mortal. Ella, en adonar-se'n, l'alimenta amb la seva pròpia sang i el converteix en vampir.
Aquest curtmetratge no té diàleg.
Père-Lachaise
Estant de visita al cementiri del Père-Lachaise una dona (Emily Mortimer) decideix acabar la relació amb el seu promès (Rufus Sewell), qui sembla avorrir-la. Però l'home es redimirà gràcies als consells del fantasma d'Oscar Wilde (Alexander Payne).
Faubourg Saint-Denis
Després de creure per error que la seva xicota, una actriu una mica enrevessada (Natalie Portman), ha tallat amb ell, un jove cec (Melchior Beslon) reflexiona sobre el naixement i aparent declivi de la seva relació.
Quartier latin
Un antic matrimoni que fa temps que estan separats (Ben Gazzara i Gena Rowlands) es troben en un restaurant per a fer l'última copa abans d'estar oficialment divorciats. Sota l'atenta mirada del propietari (Gérard Depardieu) van parlant del passat i el present de les seves vides i relacions.
14e arrondissement
Carol (Margo Martindale), una cartera de Denver (Colorado) que està gaudint de les seves primeres vacances a Europa, recita en francès tot allò que adora de París.

## Equip tècnic i artístic
Cadascun dels curtmetratges és dirigit per un realitzador diferent i compta amb un repartiment actoral propi. Els curtmetratges dedicats als districtes parisencs (arrondissements) 11è (per Christoffer Boe) i 15è (per Raphaël Nadjari) van ser rodats però no es van integrar a la pel·lícula final per raons d'encadenament de les històries. Cada segment va seguit d'unes imatges de París; aquestes seqüències de transició van ser escrites per Emmanuel Benbihy i dirigides per Benbihy i Frédéric Auburtin.
| Segment                     | Districte | Director                           | Guionista                                | Actors                                                                |
| --------------------------- | --------- | ---------------------------------- | ---------------------------------------- | --------------------------------------------------------------------- |
| Montmartre                  | XVIIIe    | Bruno Podalydès                    | Bruno Podalydès                          | Bruno Podalydès, Florence Muller                                      |
| Quais de Seine              | Ve        | Paul Mayeda Berges                 | Paul Mayeda Berges Gurinder Chadha       | Cyril Descours, Leïla Bekhti                                          |
| Le Marais                   | IVe       | Gus Van Sant                       | Gus Van Sant                             | Gaspard Ulliel, Elias McConnell, Marianne Faithfull                   |
| Tuileries                   | Ier       | Joel i Ethan Coen                  | Joel Ethan Coen                          | Steve Buscemi, Axel Kiener, Julie Bataille                            |
| Loin du 16e                 | XVIe      | Walter Salles                      | Walter Salles Daniela Thomas             | Catalina Sandino Moreno                                               |
| Porte de Choisy             | XIIIe     | Christopher Doyle                  | Christopher Doyle Rain Li Gabrielle Keng | Barbet Schroeder, Li Xin                                              |
| Bastille                    | XIIe      | Isabel Coixet                      | Isabel Coixet                            | Leonor Watling, Sergio Castellitto, Miranda Richardson, Javier Cámara |
| Place des Victoires         | IIe       | Nobuhiro Suwa                      | Nobuhiro Suwa                            | Juliette Binoche, Willem Dafoe, Martin Combes                         |
| Tour Eiffel                 | VIIe      | Sylvain Chomet                     | Sylvain Chomet                           | Paul Putner, Yolande Moreau                                           |
| Parc Monceau                | XVIIe     | Alfonso Cuarón                     | Alfonso Cuarón                           | Nick Nolte, Ludivine Sagnier                                          |
| Quartier des Enfants-Rouges | IIIe      | Olivier Assayas                    | Olivier Assayas                          | Maggie Gyllenhaal, Lionel Dray                                        |
| Place des Fêtes             | XIXe      | Oliver Schmitz                     | Oliver Schmitz                           | Seydou Boro, Aïssa Maïga                                              |
| Pigalle                     | IXe       | Richard LaGravenese                | Richard LaGravenese                      | Bob Hoskins, Fanny Ardant                                             |
| Quartier de la Madeleine    | VIIIe     | Vincenzo Natali                    | Vincenzo Natali                          | Elijah Wood, Olga Kurylenko                                           |
| Père-Lachaise               | XXe       | Wes Craven                         | Wes Craven                               | Emily Mortimer, Rufus Sewell, Alexander Payne                         |
| Faubourg Saint-Denis        | Xe        | Tom Tykwer                         | Tom Tykwer                               | Natalie Portman, Melchior Beslon                                      |
| Quartier latin              | VIe       | Frédéric Auburtin Gérard Depardieu | Gena Rowlands                            | Ben Gazzara, Gena Rowlands, Gérard Depardieu                          |
| 14e arrondissement          | XIVe      | Alexander Payne                    | Alexander Payne Nadine Eïd               | Margo Martindale                                                      |

## Localitzacions
La pel·lícula està rodada a París, i inclou localitzacions com el l'estació de metro Tuileries, la plaça de la Bastilla, la place des Victoires, el quartier des Enfants-Rouges, l'estació de metro Place des Fêtes, el cementiri del Père-Lachaise i el Quartier Latin.